# Derive
Derive – program z rodziny CAS (Computer Algebra System), który pozwala na wykonywanie obliczeń symbolicznych i numerycznych z wielu działów matematyki.

## Historia
Program powstał jako rozwinięcie programu muMath napisanego na początku lat 80. i rozprowadzanego przez Microsoft. Derive napisany został w specjalnie stworzonej do tego celu implementacji Lispu – muLISP-ie. Krótkie kalendarium z historii programu:
- 1988 r. – Derive 1.0 dla DOS
- 1990 r. – Derive 2.0 dla DOS
- 1994 r. – Derive 3.0 dla DOS
- 1996 r. – Derive 4.0 dla DOS i Windows. Odtąd rozwijana była już tylko wersja dla Windows.
- Marzec 2000 r. – wersja Derive 5.0, będąca istotnym ulepszeniem wersji 4.
- Grudzień 2001 r. – Derive 5.05
- Listopad 2003 r. – Derive 6.0, wersja działająca tylko w Windows 2000/XP.
- Październik 2004 r. – Derive 6.10, wersja działająca w Windows 98/Me/2000/XP.
- Czerwiec 2007 r. – zakończenie sprzedaży programu.

Obecnie właścicielem praw autorskich do programu jest firma Texas Instruments.
Zwartość kodu programu umożliwiła zaimplementowanie go w kalkulatorach podręcznych TI-89, TI-92, TI-92 Plus i Voyage 200 firmy Texas Instruments.

## Możliwości programu
Program jest intuicyjny w obsłudze. Jego możliwości to między innymi:
- arytmetyka liczb rzeczywistych (również w układach niedziesiątkowych) i zespolonych
- operacje na macierzach i rachunek wektorowy
- obliczenia symboliczne na wyrażeniach algebraicznych – wykonywanie działań i redukcja wyrazów podobnych, rozkład na czynniki wielomianów, obliczanie pochodnych, całek, granic funkcji, rozwijanie funkcji w szereg potęgowy
- rozwiązywanie układów równań i nierówności wielomianowych
- wykresy funkcji jednej i dwóch zmiennych
- wersja 6.10 dostępna jest w języku polskim

## Derive Journal
Od 1994 roku wydawane jest czasopismo International Derive Journal. Ma ono popularyzować zastosowania programu w edukacji. W krajach zachodnich Derive jest dość powszechnie wykorzystywany w szkolnictwie średnim.